# Filippinerna i olympiska sommarspelen 1968
Filippinerna deltog i de olympiska sommarspelen 1968 med en trupp bestående av 49 deltagare. Ingen av landets deltagare erövrade någon medalj.